# Hieronymus Müller von Berneck
Hieronymus Müller von Berneck (* 16. März 1598 in Breitenhof (Breitenbrunn); † 26. Juni 1669 ebenda) war ein deutscher Hammer- und Bergherr zu Breitenhof im westlichen Erzgebirge.

## Leben
Müller von Berneck war der Sohn Johannes (Hans) Müllers (1560–1618) und dessen Frau Ursula Krumbholtz. Sein Großvater Christoph Müller von Berneck (1535–1595) aus Böhmen war zunächst Erzhändler, Stadtrichter und kaiserlicher Erzkaufbuchhalter in Sankt Joachimsthal und wurde später Hammerwerksbesitzer in Breitenhof bei Breitenbrunn. Seine Nachkommen wurden erst seit dem 18. Jahrhundert in Sachsen zum Adel gerechnet und trugen die Namensform von Müller-Berneck.
Hieronymus pachtete 1625 den Pöckelhammer in Mittweida und 1629 den Auerhammer bei Aue, dessen Plünderung und Zerstörung im Dreißigjährigen Krieg seine Existenz bedrohte. Er übernahm 1632 die Pacht des Hammers in Wildenthal und übernahm zuletzt als Hammerherr das väterliche Hammerwerk in Breitenhof, zu dem mehrere Erzgruben gehörten.
Er wurde vier Tage nach seinem Tod am 30. Juni 1669 in der Christophoruskirche in Breitenbrunn begraben. Die vom Großvater Johann David Köhlers verfasste Leichenpredigt erschien in Zwickau im Druck. Die Abdankungsrede hielt Johann Meißner aus Schneeberg, der damals Diakon in Johanngeorgenstadt war.

## Familie
Müller von Berneck war zuletzt mit Anna Maria geb. Rudolff verheiratet. Ihn überlebten folgende Töchter:
- Anna, Ehefrau des kursächsischen Oberförsters George Günther zu Schneeberg,
- Susanna, Ehefrau des Hammerherrn Hans Heinrich von Elterlein,
- Regina, Witwe von Joseph Petzolt,
- Catharina, Ehefrau von Friedrich Mey, Bürger und Fleischhacker,
- Esther und Anna Rosina, zum Zeitpunkt des Todes ihres Vaters noch unverheiratet,

und die drei Söhne:
- Johann Friedrich, Student zu Straßburg,
- Johann Ernst, Bergherr,
- Johann Gottfried, Hammerherr.